# Aeroporto Internacional de Djerba-Zarzis
O Aeroporto Internacional de Djerba-Zarzis (em árabe: مطار جربة-جرجيس الدولي) (IATA: DJE, ICAO: DTTJ) serve a cidade vizinha de Houmt Souk, a ilha de Djerba e, de forma mais genérica, todo o sudeste da Tunísia. Como a maioria dos aeroportos civis tunisinos, é gerido pelo Office de l'aviation civile et des aéroports (OACA).
Situa-se nove quilômetros a oeste de Houmt Souk, junto à pequena localidade de Melita. Foi construído durante o protetorado francês para fins militares, tendo sido aberto para o tráfego civil em 1970 para melhorar a atratividade turística de Djerba. Ocupa 295 hectares e tem capacidade para quatro milhões de passageiros por ano. A sua atividade é essencialmente ligada ao encaminhamento de turistas que visitam Djerba e o sudeste da Tunísia. O terminal original estende-se por 73 000 m². Em 22 de dezembro de 2007 foi inaugurado um segundo terminal com 57 000 m² e três andares.